# Arenele Romane
Arenele Romane reprezintă un complex construit în Parcul Carol I, din București, destinat spectacolelor în aer liber. Dupa 1948 parcul a primit numele de Parcul libertății, teatrul fiind și el redenumit în Arenele Libertății.

## Istoric
Teatrul de vară, construit după model roman, a fost ridicat de arhitectul Leonida Negrescu, colaborator la proiectul Ateneului Român, și de inginerul Elie Radu, fiind închinat latinității poporului român. La lucrări a contribuit și inginerul George Constantinescu Teatrul a fost construit împreună cu un complex de clădiri pentru „Expoziția generală română", din 1906, dedicată împlinirii a 40 de ani de la urcarea pe tron a regelui Carol I al României. La inaugurarea Arenelor Romane, festivitățile oficiale s-au încheiat cu spectacolul „Povestea Neamului", de Vasile Leonescu și T. Duțescu-Duțu, care prezenta întreaga istorie a neamului românesc, de la intrarea lui Traian în Dacia, până la Războiul de Independență.
În 1966 au fost inițiate lucrări de „modernizare" care au durat doi ani. Cu această ocazie, a fost închis amfiteatrul, iar scena a fost înălțată și acoperită. Peste gazon s-a turnat beton, iar în spatele scenei s-au construit birouri pentru personalul administrativ. Partea nouă a porticului a fost închisă cu geamuri mari. Fosta lojă regală a fost mărită de la patru la șase încăperi, putând astfel adăposti 50 de scaune față de cele 10 din 1906. Cu ocazia modernizării a fost înlăturat orice însemn sau ornament care aducea aminte de perioada monarhică. Acoperișul lojei a fost refăcut, iar sub terasă a fost amenajată o cameră de proiecții pentru film.
În vara anului 1981 au fost finalizate noi lucrări de renovare în Parcul Carol și Arenele Romane, după planurile Institutului Proiect București. După renovare, Arenele aveau o capacitate de 3.500 de locuri. După terminarea renovării, Arenele Romane au fost vizitate de Nicolae Ceaușescu și Elena Ceaușescu, însoțiți de Gheorghe Pană, primarul Capitalei.
În prezent, Arenele Romane au o capacitate de 5.500 locuri în aer liber.

## Situația prezentă

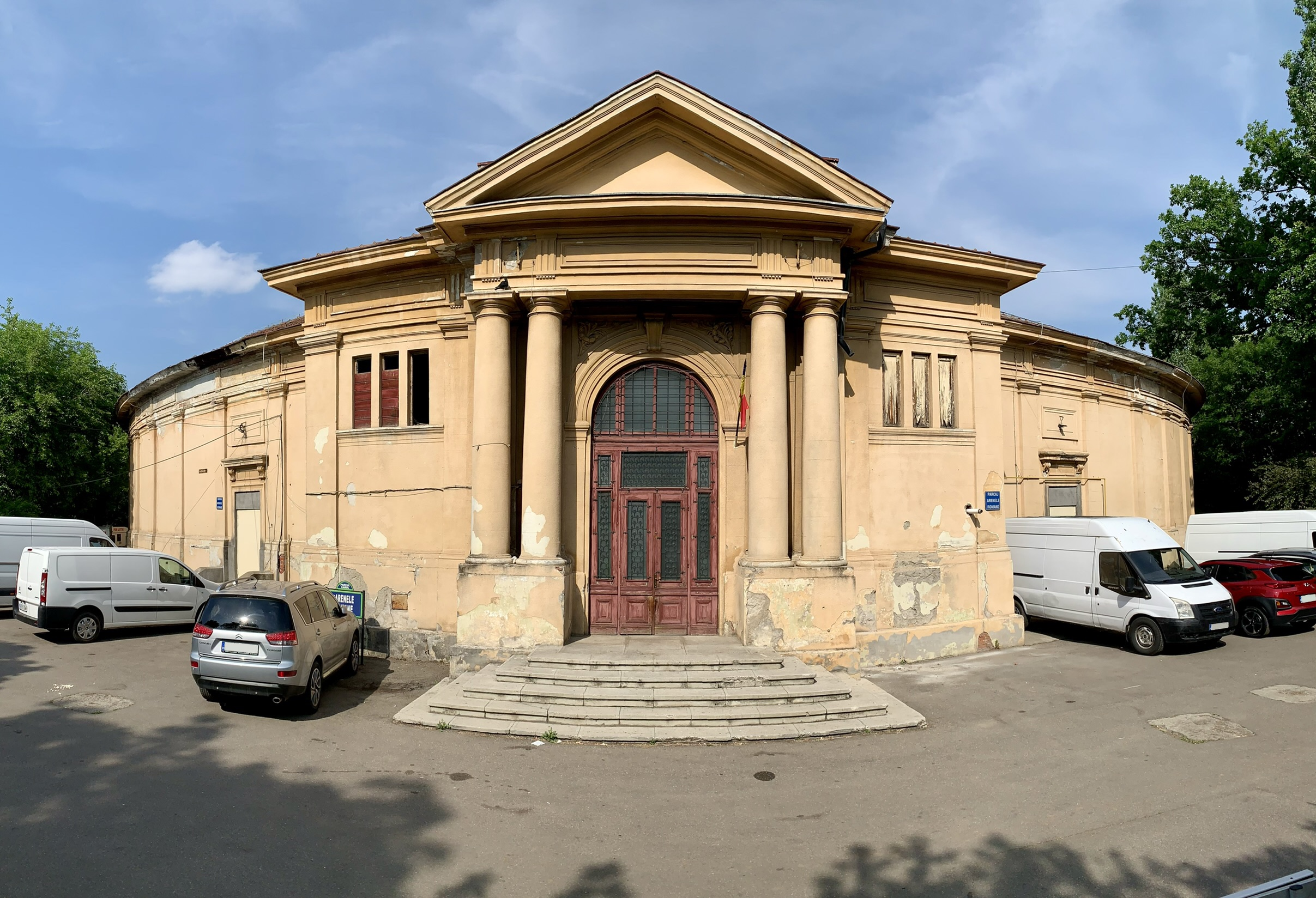
Intrarea în Arenele Romane în mai 2022

În 2001 muzicianul Mihai Cernea, membru în consiliul director al CREDIDAM și manager al firmei de producție concertistică, sonorizare și scenotehnică Sfinx Experience, a câștigat dreptul de a folosi Arenele Romane timp de 25 de ani. La data preluării, Arenele Romane erau într-o stare avansată de degradare, dar nu au fost întreprinse lucrări de consolidare ci doar de cosmetizare. Tavanul de deasupra coloanelor este fisurat în zonele unde stau spectatorii și în 2015 bucăți enorme din acoperiș s-au prăvălit odată cu zeci de cărămizi peste zona scaunelor publicului iar alte segmente de beton sunt pe punctul de a se desprinde.